# Steve Purdy
Steven Francis Purdy Ramos (né le 5 février 1985 à Bakersfield en Californie) est un joueur de football international salvadorien, qui évoluait au poste de défenseur.

## Biographie

### Carrière en sélection
Avec l'équipe du Salvador, il possède 15 sélections (pour un but inscrit) depuis 2011. 
Il figure dans le groupe des sélectionnés lors des Gold Cup de 2011 et de 2013. Il atteint les quarts de finale de cette compétition en 2011 et 2013.
Il joue également 7 matchs comptant pour les tours préliminaires de la coupe du monde 2014.

## Palmarès
Portland Timbers
- MLS (Conférence ouest) (1) :
  - Champion : 2013.